# Psychotria rubiginosissima
Psychotria rubiginosissima är en måreväxtart som beskrevs av Herbert Fuller Wernham. Psychotria rubiginosissima ingår i släktet Psychotria och familjen måreväxter. Inga underarter finns listade i Catalogue of Life.